# Marlene Albrecht
Marlene Albrecht (* 13. März 1988 in Zürich) ist eine ehemalige Schweizer Curlerin. 

## Karriere
2003/04 erreichte sie den 2. Platz bei den Juniorinnen der Schweizer Meisterschaften. Bei der Curling-Juniorenweltmeisterschaft 2007 in Eveleth, USA, spielte sie als Alternate für das Schweizer Team mit. Es erreichte den 5. Platz. 
Bei der Curling-Europameisterschaft 2011 spielte sie Third im Team von Binia Feltscher-Beeli und wurde Siebte. Bei der Weltmeisterschaft 2013 spielte sie für Silvana Tirinzoni und kam auf den fünften Platz. Ebenfalls mit Tirinzoni nahm sie 2017 an der Europameisterschaft in St. Gallen teil; die Schweizerinnen belegten den vierten Platz.
Zusammen mit Silvana Tirinzoni, Esther Neuenschwander, Manuela Siegrist und Jenny Perret nahm sie an den Olympischen Winterspielen 2018 teil. Nach vier Siegen und fünf Niederlagen in der Round Robin kam sie mit der Schweizer Frauenmannschaft auf den fünften Platz.
Im Frühjahr 2018 erklärte sie ihren Rücktritt vom Spitzencurling.

## Privatleben
2011 trat sie bei den Nationalratswahlen 2011 für den Bezirk Bülach an, wurde aber nicht gewählt. Sie arbeitet als Yoga-Lehrerin.